# Д-10

## История
Въпреки привлекателността на 100 мм оръдие като основно танково оръжие, доста дълго време то е пренебрегвано поради доста причини, една от които е и липсата на подходящи боеприпаси. Първият опит за да се въведе 100 мм оръдие на въоръжение в танк е направен от Централното артилерийско конструкторско бюро. За база на разработката е използвано 100 мм морско оръдие Б-34. През есента на 1943 г. конструкторското бюро разработва два модела 100 мм танкови оръдия.
Единият от моделите всъщност представлява 100 мм танково оръдие ЗИС-6 с променени глизоуловител и механизъм за вертикално насочване, а другият – 100 мм танково оръдие С-34.
В края на декември 1943 г. с постановление на съветското политическо ръководство е заповядано на танка ИС-100 да бъде монтирано 100 мм танково оръдие. В изпълнение на постановлението Опитен завод № 100 произвежда два танка въоръжени със 100 мм оръдие. Въпреки че танковете са произведени, като цяло танкостроителите не са във възторг поради необходимостта от прекомпоновка на бойното отделение на танка. Поради тази причина през април 1944 г. ОКБ № 9 предлага свой вариант на 100 мм танково оръдие – Д-10.
Произведеният танк със 100 мм получава индекса ИС-4 (Обект 245). Първите изпитания на танка претърпяват неуспех – ниска издръжливост на оръдейната люлка, нехерметизирани противооткатни механизми и др. Оръдието е върнато за доработка. В началото на юли 1944 г. на Гороховецкия полигон са направени паралелни изпитания на Д-10 и С-34, монтирани съответно на ИС-4 и ИС-5. Оръдието Д-10 произвежда по-добро впечатление, въпреки някои забележки.
Паралелно с протичащите изпитания ОКБ № 9 и Завода № 183 работят по монтирането на 100 мм танково оръдие в куполата на Т-34. Това е предизвикано от недостатъчната мощност на 85 мм оръдие в борбата му с дълговременни укрепления. Езкизът на куполата, обаче показва, че оръдието не може да бъде поместено в куполата на танка. Въпреки това са направени неуспешни опити за монтиране на оръдието в куполата на Т-34-85.
През септември 1944 г. на полигона в Кубинки са проведени стрелкови изпитания срещу немски танк Пантера със 122 мм танково оръдие. Изпитанието показва високата ефективност на оръдието и на политическо ниво е взето решение Д-10 да не се монтира на танк.
Малко по-късно е направен опит с Д-10 да бъде въоръжен танка Т-44. Първоначално в куполата на танка е монтирано оръдието и куполът е монтиран върху корпуса на Т-34. Опитния образец получава индекса Т-34-100. В периода февруари-март 1945 г. опитният образец преминава паралелни изпитания с модификация въоръжена със ЗИС-100. Като цяло изпитанията преминават успешно, но темпът на стрелбата е незадоволителен. Именно поради това проектът Т-34-100 е изсотавен. А и в този момент започват изпитанията на новия танк Т-54.
В периода 1945 – 1947 г. танковото оръдие Д-10 е монтирано на различни експериментални образци от серията Т-44 и Т-54.

## Боеприпаси
| Снаряд   | Тегло, кг. | Дължина, клб. | Взривател         |
| -------- | ---------- | ------------- | ----------------- |
| УОФ-412  | 30,2       | 4,29          | РГМ, РГМ-6, В-429 |
| УОФ-412У | 30,2       | 4,29          | РГМ, РГМ-6, В-429 |
| УО-412   | 30,2       | 4,29          | KTM-1             |
| ОФ-412   | 15,6       | 4,29          | РГМ, РГМ-6, В-429 |
| ОФ-412Г  | 15,6       | 4,29          | РГМ, РГМ-6, В-429 |
| O-412    | 15,94      | 4,29          | KTM-1             |

| Снаряд   | Тегло, кг. | Дължина, клб. | Взривател   |
| -------- | ---------- | ------------- | ----------- |
| УБР-412Б | 30,1       | 3,6           | МД-8, ДБР-2 |
| УБР-412  | 30,1       | 3,08          | МД-8        |
| УБР-412Д | 30,4       | 3,9           | МД-8, ДБР-2 |
| БР-412Б  | 15,88      | 3,6           | МД-8, ДБР-2 |
| БР-412   | 15,88      | 3,08          | МД-8        |
| БР-412Д  | 15,88      | 3,9           | МД-8, ДБР-2 |

| Снаряд | Тегло, кг. | Дължина, клб. | Взривател         |
| ------ | ---------- | ------------- | ----------------- |
| УД-412 | 30,1       | 3,08          | РГМ, РГМ-6, В-429 |
| Д-412У | 30,1       | 3,08          | В-429             |
| Д-412  | 16,68      | 3,08          | РГМ, РГМ-6, В-429 |
| Д-412  | 16,68      | 3,08          | В-429             |